# 空間デザインコンペティション
空間デザイン・コンペティション（くうかんデザインコンペティション）は、日本電気硝子株式会社主催による建築設計競技。1994年より毎年行われている。各賞決定のプロセスは、数ある応募作品の中から審査を行い、金賞1点、銀賞1点、銅賞1点、佳作数点が決定される。例外として、第17回においては、最優秀賞と優秀賞に切り替えられた。

## テーマ
- 1994年　第1回　『公共空間の光と影』
- 1995年　第2回　『スペース・イン・ネオパリエ』
- 1996年　第3回　『超耐熱ガラスの特性を生かした空間』
- 1997年　第4回　『ガラスブロック』
- 1998年　第5回　『ガラス質を生かした建築』
- 1999年　第6回　『ガラス質を生かした建築』
- 2000年　第7回　『21世紀アトリウム』
- 2001年　第8回　『ガラス質を使った空間』
- 2002年　第9回　『祈りの空間に生きるガラス』
- 2003年　第10回　『環境にやさしいガラス質の建築』
- 2004年　第11回　『ガラス質の生きた住まい』
- 2005年　第12回　『やわらかいガラス質の空間に住まう』
- 2006年　第13回　『建築空間におけるガラスブロックの魅力を問う』
- 2007年　第14回　『駅の未来をつくるガラスブロック』
- 2008年　第15回　『自然の中のロッジに生きるガラス質』
- 2009年　第16回　『ガラス質のポケットパーク』
- 2010年　第17回　『多目的な教育空間のためのガラス質』
- 2011年　第18回　『サステイナブルな新世代のガラス空間』
- 2012年　第19回　『ガラス質と木質の出会い』
- 2013年　第20回　『ガラスは見えるか 見えないか』
- 2014年　第21回　『ガラス質を曖昧に組み立てる』
- 2015年　第22回　『あたたかいガラスの家』
- 2016年　第23回　『しなやかで強い社会の建築とガラス』

## 歴代受賞作品・受賞者
| 受賞回           | 賞       | 作品名                                                    | 受賞者                                                                    |
| ---------------- | -------- | --------------------------------------------------------- | ------------------------------------------------------------------------- |
| 第17回（2010年） | 最優秀賞 | 星降る図書館                                              | 松井大佑                                                                  |
| 第17回（2010年） | 優秀賞   | 縁(ふち)の教室                                            | 新森雄大                                                                  |
| 第16回（2009年） | 金賞     | glass snow park                                           | 森英之                                                                    |
| 第16回（2009年） | 銀賞     | 黒いガラス                                                | 木名瀬遼                                                                  |
| 第16回（2009年） | 銅賞     | a seed inside a brick                                     | 佐伯周一 夏目将平                                                         |
| 第15回（2008年） | 金賞     | クリステルネロが導く自然の溶け込む空間                    | 川口哲太郎                                                                |
| 第15回（2008年） | 銀賞     | 窓辺の輪郭                                                | 松井大佑 百枝優                                                           |
| 第15回（2008年） | 銅賞     | かまくら                                                  | 江原信一郎                                                                |
| 第14回（2007年） | 金賞     | THE WHITE MEtrO                                           | 尾野克矩                                                                  |
| 第14回（2007年） | 銀賞     | 「ツタ/ガラスブロック」の駅                               | 石沢英之                                                                  |
| 第14回（2007年） | 銅賞     | 海に浮かぶ抱影                                            | 稲葉裕史                                                                  |
| 第13回（2006年） | 金賞     | ガラスブロックがつくり出すシームレスな展示空間            | 降矢宣幸                                                                  |
| 第13回（2006年） | 銀賞     | GB仮囲い                                                  | 荻原健                                                                    |
| 第13回（2006年） | 銅賞     | Glass Block×Wall'ｓ Thickness ～旧酒造蔵再生計画～        | 小倉正士                                                                  |
| 第12回（2005年） | 金賞     | TSU-BO 触感の生きたガラス質の住まい                       | 畑克敏 石本直俊                                                           |
| 第12回（2005年） | 銀賞     | amama -気まぐれな透過-                                    | 西本耕喜 山下祥平 春名伊佐也 北口智浩                                     |
| 第12回（2005年） | 銅賞     | Sunlight Glass tube Wall                                  | 鵜飼浩平 橋本宏                                                           |
| 第11回（2004年） | 金賞     | ガラスの引き違い窓だけで、住まいをつくる。                | 市川大輔                                                                  |
| 第11回（2004年） | 銀賞     | Kenaf Glass -Environmentally Friendly Glass Curtain-      | Kevin Yim 本間健太郎(建築)                                                |
| 第11回（2004年） | 銅賞     | An ambiguous domain                                       | 山形章 高橋寛(建築) 佐藤正彦                                              |
| 第10回（2003年） | 金賞     | GLASS－SHIMMER －海に浮かぶ陽炎－                         | 中尾雄介 石原啓之 小澤康子                                                |
| 第10回（2003年） | 銀賞     | melting glass = The parameter which perceives environment | 園部晃平                                                                  |
| 第10回（2003年） | 銅賞     | GLASS ARCHITECTURE AND GLASS SPACE                        | 太田康仁 池田尚史                                                         |
| 第9回（2002年）  | 金賞     | ガラスのロウソク                                          | 深尾紀彦                                                                  |
| 第9回（2002年）  | 銀賞     | Vitreous Soul in Ground Zero.＜ガラス質の塊＞             | 藤瀬周一                                                                  |
| 第9回（2002年）  | 銅賞     | 光りの草原                                                | 川東智暢                                                                  |
| 第8回（2001年）  | 金賞     | IO-Park（イオパーク）                                     | 古澤大輔 秋山徹                                                           |
| 第8回（2001年）  | 銀賞     | Re-play the Rainbow shadow                                | 志村真紀                                                                  |
| 第8回（2001年）  | 銅賞     | 湖上の慰霊公園                                            | 木村陽介 芦谷公滋                                                         |
| 第7回（2000年）  | 金賞     | sun-atrium                                                | 岡本一真 芦田暢人                                                         |
| 第7回（2000年）  | 銀賞     | PORtable AtrIUM                                           | 大野純平 大野加奈                                                         |
| 第7回（2000年）  | 銅賞     | Urban Oasis Network                                       | 水野義人 角田大輔 三谷健太郎                                              |
| 第6回（1999年）  | 金賞     | 都会のホタル                                              | 外尾幸洋 熊谷智子                                                         |
| 第6回（1999年）  | 銀賞     | 母子受精                                                  | 廣田敬一                                                                  |
| 第6回（1999年）  | 銅賞     | WALK ON THE WATER                                         | 増見収太中楯哲史熊崎敦史                                                  |
| 第5回（1998年）  | 金賞     | 雪国におけるバス停                                        | 大西亮 菅田洋司                                                           |
| 第5回（1998年）  | 銀賞     | GLASS INCINERATOR                                         | 鈴木隆太郎 富沢正和                                                       |
| 第5回（1998年）  | 銅賞     | 環境にとける屋敷林                                        | 小島圭介                                                                  |
| 第4回（1997年）  | 金賞     | GLASS DECK                                                | 田村健一郎                                                                |
| 第4回（1997年）  | 銀賞     | BRIGHT SWING StrEAM                                       | 岡本浩                                                                    |
| 第4回（1997年）  | 銅賞     | KEYHOLES OF A CITY                                        | 川北亮太郎                                                                |
| 第3回（1996年）  | 金賞     | Bathing On The Waters                                     | 平田晃久                                                                  |
| 第3回（1996年）  | 銀賞     | GLASS THEATER for the Kyoto International Film Festival   | 坂東穣                                                                    |
| 第3回（1996年）  | 銅賞     | 陶芸家の家 object⇔void                                    | 間田央                                                                    |
| 第2回（1995年）  | 金賞     | War and Anti-war                                          | NOPHADON CHATPATTANAPHONG                                                 |
| 第2回（1995年）  | 銀賞     | Space in NEOPARIES…                                       | 村口玄                                                                    |
| 第2回（1995年）  | 銅賞     | NEOPARIES                                                 | 矢口博幸                                                                  |
| 第1回（1994年）  | 金賞     | COVERING                                                  | 松井信也                                                                  |
| 第1回（1994年）  | 銀賞     | エナジーチューブ                                          | 森徹(建築) 植野糾 若松久男 平田倫巳 村越建男 佐藤里香(建築) 戸部智一郎 他 |
| 第1回（1994年）  | 銅賞     | シンデレラステップ                                        | 井村五郎 新井義和 塩山陽一 申東載 住友太郎 福富美江 糸井大太 他           |

## 主催
- 日本電気硝子

## 共催
- 電気硝子建材

## 協賛
- 新建築社

## 後援
- 社団法人 日本建築学会、社団法人 日本建築家協会、社団法人 日本建築士会連合会、社団法人 空気調和・衛星工学会